# Serra Yılmaz
Pour les articles homonymes, voir Yılmaz.
Serra Yılmaz est une actrice de cinéma et de théâtre turque née le 13 septembre 1954 à Istanbul.

## Biographie
Après ses études secondaires à Istanbul, elle obtient une licence de psychologie en France. C'est au cours de ses études qu'elle s'intéresse au théâtre et suit les cours de Robert Abirached.
De retour en Turquie en 1977, elle commence sa carrière d'actrice au sein de la compagnie Dostlar. En 1983, le réalisateur Atıf Yılmaz lui offre son premier rôle au cinéma. Le rôle qu'elle interprète ensuite pour Ömer Kavur dans L'Hôtel de la mère patrie lance sa carrière. Elle tourne avec d'autres réalisateurs célèbres, en particulier en Italie avec Ferzan Özpetek. Elle sera la seule a tourner à la fois dans son film Tableau de famille et dans son adaptation en série télévisée, reprenant, vingt ans plus tard, son rôle de Serra.
En 2011, elle a fait partie du jury pour la sélection « Premiers films » au festival de film de Venise. 
Elle partage aujourd'hui son temps entre Istanbul, Florence, Strasbourg, Rome et Paris.
Serra Yılmaz a une fille, Ayse, qui vit à Sydney.

## Filmographie
- Şekerpare de Atıf Yılmaz (1983)
- Bir yudum sevgi de Atıf Yılmaz (1984)
- Davacı de Zeki Ökten (1986)
- Kupa kızı de Başar Sabuncu (1986)
- Hôtel de la mère patrie d'Ömer Kavur (1987)
- Afife jale de Şahin (1987)
- Teyzem, de Halit Refiğ (1987)
- Tersine dünya de Ersin Pertan (1993)
- Le Dernier Harem de Ferzan Özpetek (1999)
- Güle güle de Zeki Ökten (2000)
- Tableau de famille de Ferzan Özpetek (2001)
- O da beni seviyor de Barış Pirhasan (2001)
- Yeşil Işık de Faruk Aksoy (2002)
- Dokuz de Ümit Ünal (2002)
- Omfavn mig måne de Elisabeth Rygaard (2002)
- La Fenêtre d'en face de Ferzan Özpetek (2003)
- Asmalı konak: Hayat de Abdullah Oğuz (2003)
- Vanille et Chocolat (Vaniglia e cioccolato) de Ciro Ippolito (2004)
- Lista civica di provocazione, San Gennaro votaci tu! de Pasquale Falcone (2005)
- Saturno contro de Ferzan Özpetek (2007)
- Un giorno perfetto de Ferzan Özpetek (2008)
- Beur sur la ville de Djamel Bensalah (2011)
- Coup de chaud (2015)
- Tommaso de Kim Rossi Stuart (2016)
- Pour toujours (La dea fortuna) de Ferzan Özpetek (2019)
- Le fate ignoranti - La serie, série télévisée de Ferzan Özpetek (2022)

## Théâtre
- La bastarda di Istanbul, adapté du roman homonyme d'Elif Şafak (2016)

## Distinctions
Serra Yılmaz a remporté le prix Persefone de la meilleure actrice 2016.